# 尾辻舞
尾辻 舞（おつじ まい、1975年11月10日 - ）は、神奈川県横浜市出身のフリーアナウンサー。圭三プロダクション所属。血液型はB型。

## 経歴
横浜市立桜丘高等学校、大妻女子大学を卒業後、1999年に高知さんさんテレビ入社。高知さんさんテレビ時代の同期は林和人（現・北海道テレビ放送アナウンサー）。2003年退社し、地元であるテレビ神奈川（TVK）で契約アナウンサーになる。愛称は「オッツー」（TVKに登場当初は平仮名で「おっつー」が多かったが、今はカタカナ表記が主流になっている）、「オツマイ」（本人が使用）、「姫」。
2006年結婚。2009年11月末に産休入り。出産後、2010年4月に1度目の復帰。2012年に2度目の妊娠を発表。同年3月に『ありがとッ!』を卒業。『ハマランチョ』時代から（1度目の産休期間を除くと）昼の番組のMCを8年間担当した。その後同年5月まではニュース・リポートで仕事を続ける。2012年5月31日付で正式に退社。
同年12月27日に圭三プロダクションと契約し、フリーアナウンサーとなる。2016年4月よりFMヨコハマ契約アナウンサーとして主に金曜日のニュースを担当している。

## 人物
- さんさんテレビ入社時のプロフィールの「特技・趣味」欄は「恋と仕事」であった（NHK出版『NHKウイークリーステラ』より）。
- 大切なピアスを道で落とし、周囲の人を巻き込んで捜索してもらったが見つからなかった[7]。

## 担当番組

### tvk時代
- tvkニュース・天気（随時）
- tvk NEWSハーバー（水）
- パペットマペットのサイエンスでしょ!?
- あっぱれ!KANAGAWA大行進
- 深海魚
- 高校野球ニュース（7月高校野球神奈川大会開催期間中）
- 1230アッと!!ハマランチョ（担当曜日は何度か変更）tvkアナウンサーで唯一番組開始からMCを務めていた（産休時期を除く）
- ありがとッ!（2011年度月 - 木MC）

### 高知さんさんテレビ時代
- めざましテレビ高知中継リポーター（2002年。高知からの中継が少ないため、出番はわずか数回のみだった）
- SUNSUNスーパーニュース
- サタ★マガ

### フリー
- tvk高校野球中継・速報本部(2014年)
- FMヨコハマ ニュースアナウンサー(2016年 - )